# Benny the Butcher
Benny the Butcher, pseudonimo di Jeremie Damon Pennick (Buffalo, 27 novembre 1984), è un rapper statunitense.

## Biografia
Burden of Proof (2020), terzo album in studio, è entrato al 29º posto della Billboard 200. È poi uscito The Plugs I Met 2 (2021), fermatosi alla 33ª posizione.
Nel marzo 2022 è avvenuta la pubblicazione del quinto LP, dal titolo Tana Talk 4; il progetto si è collocato al 22º posto della classifica nazionale. Everybody Can't Go, uscito nel gennaio 2024, ha segnato il quarto ingresso del rapper nella Billboard 200, esordendo al 93º posto, ed è stato accolto positivamente dalla critica specializzata.

## Discografia

### Album in studio
- 2017 – Butcher on Steroids (con DJ Green Lantern)
- 2018 – Tana Talk 3
- 2020 – Burden of Proof
- 2021 – Trust the Sopranos (con 38 Spesh)
- 2022 – Tana Talk 4
- 2024 – Everybody Can't Go
- 2024 – Stabbed & Shot 2
- 2025 – Excelsior

### EP
- 2017 – 17 Bullets
- 2017 – Tommy Devito's Breakfast
- 2018 – A Friend of Ours
- 2019 – The Plugs I Met
- 2019 – Statue of Limitations (con Smoke DZA)
- 2021 – The Plugs I Met 2 (con Harry Fraud)
- 2021 – Pyrex Picasso

### Mixtape
- 2015 – Black Soprano Family
- 2016 – 1 on a 1
- 2016 – My First Brick
- 2018 – Stabbed & Shot (con 38 Spesh)

### Singoli
- 2017 – The Ghost (con Cuns)
- 2018 – To the Grave (con Nems)
- 2019 – Blow (con Grafh)
- 2019 – 18 Wheeler (feat. Pusha T)
- 2019 – Drug Rap (con Smoke DZA)
- 2020 – Da Mob (con Rick Hyde e Heem BSF)
- 2020 – More Product (con Some Guy Named Lee e D Love)
- 2020 – Death Star (con Heem e Moses Weary)
- 2020 – Deal or No Deal
- 2020 – Stash Box (con 38 Spesh)
- 2020 – Timeless (feat. Lil Wayne & Big Sean)
- 2020 – 3:30 in Houston
- 2021 – Bills Mafia Anthem
- 2021 – Theme Song (con Klass Murda)
- 2021 – Immunity (con Elcamino)
- 2021 – Thanksgiving (con Harry Fraud)
- 2021 – Spineless (con Ransom)
- 2021 – Love Left (con Klass Murda e Che Noir)
- 2021 – Made the List (con Loveboat Luciano e Seddy Hendrix)
- 2021 – Sink (con Harry Fraud)
- 2021 – Mr. Pyrex Man
- 2022 – Johnny P's Caddy (con J. Cole)
- 2022 – John Woo Flick (con Conway the Machine e Westside Gunn)
- 2022 – X-Rated (con Leon Thomas)
- 2022 – Same Energy (con Juelz Santana)
- 2022 – Hunnit Dolla Hiccup (con Armani Caesar e Stove God)
- 2022 – Band of Brothers (con 38 Spesh, Harry Fraud e Ransom)
- 2022 – Lost Me (con Iyla)
- 2023 – RZA (con DJ Drama e French Montana)
- 2023 – Resonate (con OneShotAce e Harry Fraud)
- 2023 – The Way I Shine (con The Kid Sixth B.Hood)
- 2023 – Uncomfortable Truth (con Ace Hood feat. Millyz)
- 2023 – Take 'Em Out (con Swizz Beatz e Jadakiss feat. Scar Lip)
- 2023 – Get a Ticket (con Chase Fetti)
- 2023 – Goodfellas (con 38 Spesh e Conway the Machine)
- 2023 – Prosper in Peace (con Nasty C)
- 2023 – Killa Season (con Richer'den Most e Sauce Walka)
- 2023 – Big Dog (con Lil Wayne)
- 2024 – Tony Two Tone (con Cam Wells)